# 许善达
许善达（1946年9月27日—），山西广灵人，汉族，中华人民共和国政治人物、第十一届全国政协委员。清华大学自动控制系本科，中国农业科学院研究生院农业经济管理硕士，英国巴斯大学财政专业硕士。
加入中国共产党，担任中国国际税收研究会副会长、国家税务总局原副局长、党组成员。2008年，当选第十一届全国政协委员，代表经济界，分入第三十四组。并担任经济委员会专委。